# غابريال غودمونسون
غابريال غودمونسون (مواليد 29 أبريل 1999) هو لاعب كرة قدم سويدي يلعب في مركز الظهير الأيسر في نادي ليل.

## وصلات خارجية
- غابريال غودمونسون على موقع الاتحاد الأوربي (الإنجليزية)
- غابريال غودمونسون على موقع اتحاد السويد (السويدية)
- غابريال غودمونسون على موقع قاعدة بيانات كرة القدم.إي يو (الإنجليزية)
- غابريال غودمونسون على موقع ليكيب (الفرنسية)
- غابريال غودمونسون على موقع ناشيونال فوتبول تيمز (الإنجليزية)
- غابريال غودمونسون على موقع Soccerway.com (الإنجليزية)
- غابريال غودمونسون على موقع AS.com (الإسبانية)